# Савік Павло Степанович
Павло Степанович Савік (1 березня 1904 — ?) — радянський державний діяч, 1-й секретар Єврейського обласного комітету ВКП(б), голова Вітебського міськвиконкому Білоруської РСР.

## Життєпис
Член ВКП(б) з 1926 року.
До 1941 року — уповноважений Народного комісаріату заготівель СРСР по Хабаровському краю.
У лютому — листопаді 1941 року — заступник голови виконавчого комітету Хабаровської крайової ради депутатів трудящих.
У листопаді 1941 — квітні 1943 року — 1-й секретар Єврейського обласного комітету ВКП(б).
У червні — серпні 1943 року — секретар Хабаровського крайового комітету ВКП(б) із тваринництва.
У жовтні 1948 — березні 1953 року — голова виконавчого комітету Вітебської міської ради депутатів трудящих Білоруської РСР.
Подальша доля невідома.